# 西維恩·阿蘭德
西維恩·阿蘭德（Sylvain Arend，1902年8月6日—1992年2月18日）是一位比利時天文學家，出生於比利時盧森堡省羅貝爾蒙特（Robelmont），專注領域是天體測量學。
他與喬治·羅蘭（Georges Roland）一起發現大彗星阿蘭德-羅蘭彗星。他還發現（或共同發現）週期彗星49P/阿朗–里戈彗星和阿蘭德彗星、盾牌座1952以及多顆小行星，包括著名阿莫爾型小行星小行星1916（Boreas） 和特洛伊小行星小行星1583（Antilochus）。他還發現了小行星，以《丁丁歷險記》的作者埃爾熱命名。小行星1563以兒子埃馬紐埃爾·阿倫德（Emanuel Arend）命名。
主帶小行星小行星1502以西維恩·阿蘭德命名。